# Saint-Just-en-Bas
Saint-Just-en-Bas is een gemeente in het Franse departement Loire (regio Auvergne-Rhône-Alpes) en telt 317 inwoners (1999). De plaats maakt deel uit van het arrondissement Montbrison.

## Geografie
De oppervlakte van Saint-Just-en-Bas bedraagt 20,5 km², de bevolkingsdichtheid is 15,5 inwoners per km².
De onderstaande kaart toont de ligging van Saint-Just-en-Bas met de belangrijkste infrastructuur en aangrenzende gemeenten.

## Demografie
Onderstaande figuur toont het verloop van het inwonertal (bron: INSEE-tellingen).